# Терен „Илића Брдо“
Терен „Илића Брдо“ је археолошко налазиште и налази се у насељу Чучуге, у општини Уб у Колубарском округу. Убраја се у непокретна кулутнра добра у Србији. Према истраживањима сматра се да је локалитет настао у доба неолита.  Према речима истраживача, археолошка ископавања су вршена на целој површини овог брда, те се убраја у непокретна културна добра у Србији.